# West-Frieze-Styk
De West-Frieze-Styk was een organisatie die werd opgericht in de Beemster door de heer mr. dr. Arian de Goede (1915-1957). De organisatie probeerde in de regio West-Friesland en delen daarbuiten een West-Fries nationalisme op te wekken. Men kan het vergelijken met het Friese nationalisme. 
De West-Frieze-Styk was in 1937 de organisator voor het Great Frysk Kongres (Groot Fries Congres) in Medemblik. Omtrent 1940 deed de West-Frieze-Styk een poging een spelling vast te stellen voor het West-Fries. Het woordbeeld dat met deze schrijfwijze ontstond was echter zo afwijkend van het tot dan toe gangbare dat de poging faalde.